# Fumio Gotō
Fumio Gotō (jap. 後藤 文夫 Gotō Fumio; ur. 7 marca 1884, zm. 1 maja 1980) – japoński polityk i urzędnik, przez krótki czas pełnił funkcję tymczasowego premiera Japonii w 1936 roku.
Urodzony w prefekturze Oita. Absolwent wydziału prawa Uniwersytetu Cesarskiego w Tokio w 1909 roku. W początkach kariery w 1920 roku, pracował w ministerstwie spraw wewnętrznych i był dyrektorem administracyjnym w biurze gubernatora generalnego Tajwanu.
W 1930 roku został powołany do Izby Parów w parlamencie Japonii. Pełnił funkcję ministra rolnictwa, leśnictwa i rybołówstwa między 1932 a 1934 rokiem w rządzie premiera Makoto Saitō, a później ministra spraw wewnętrznych w rządzie premiera Keisuke Okada.
W trakcie incydentu z 26 lutego w 1936 roku pełnił przejściowo funkcję szefa rządu, w czasie gdy premier Okada ukrywał się przez zabójcami.
W latach 1941–1943 był przewodniczącym Stowarzyszenia Wspierania Władzy Cesarskiej, a w rządzie premiera Hideki Tōjō pełnił funkcję ministra stanu. Po kapitulacji Japonii aresztowany przez amerykańskie władze okupacyjne. Był przetrzymywany w więzieniu Sugamo w Tokio w oczekiwaniu na proces za zbrodnie wojenne przed Międzynarodowym Trybunałem Wojskowym dla Dalekiego Wschodu, ale został zwolniony w 1948 roku bez procesu.
Od kwietnia 1953 roku do czerwca 1959 roku był członkiem Izby Radców w parlamencie Japonii.
W listopadzie 1971 roku został odznaczony Wielką Wstęgą Orderu Wschodzącego Słońca.